# コンスタンティノス・カナリス
コンスタンティノス・カナリス（ギリシャ語: Κωνσταντίνος Κανάρης, ラテン文字転写: Konstantínos Kanáris、1790年 - 1877年9月2日）はギリシャ独立戦争とその後のギリシャ政界において活躍した政治家。

## 勲章
- 救世主勲章（ギリシャ王国）: 大十字
- ロイヤル・ゲルフ勲章（ハノーファー王国）: 大十字
- ダンネブロ勲章（デンマーク王国）: 大十字